# Universidade de Ciência e Tecnologia de Pohang
A Universidade de Ciência e Tecnologia de Pohang (POSTECH, hangul: 포항공과대학교 (ou) 포스텍; hanja: 浦項工科大學校 (ou) 포스텍; rr: Pohang Gonggwa Daehakgyo (ou) Poseutek; MR: P'ohang Konggwa Taehakkyo (ou) P'osŭt'ek) é uma instituição de ensino superior privada situada em Pohang, na Coreia do Sul, que dedica-se à investigação da ciência e tecnologia.
Entre 2012 e 2014, a revista britânica Times Higher Education classificou a instituição na lista das "cem melhores universidades recentes". A universidade também foi classificada na octogésima terceira posição da lista mundial dos QS World University Rankings de 2019, e na décima segunda posição na lista asiática do QS Asia University Ranking de 2017 e 2018.